# La trascendenza dell'Ego
La trascendenza dell'Ego è l'opera filosofica d'esordio di Jean-Paul Sartre. Fu scritta nel 1934 e pubblicata nel 1936 nella rivista Les Recherches philosophiques. La sua stesura fu curata in parte durante un soggiorno a Berlino, dove Sartre andò a studiare la fenomenologia di Husserl. I riferimenti a Husserl sono dunque molteplici, tuttavia ciò che potrebbe sorprendere è l'importanza riservata al pensiero di Kant. 
La tesi presentata in La trascendenza dell'Ego sostiene che l'Ego non è un "abitante" della coscienza: non è presente né formalmente né materialmente in essa, ma bensì si trova "fuori, nel mondo". L'Ego non è quindi alla base della coscienza, ma è un suo oggetto. Oltre a questa prima tesi, enunciata all'inizio del libro, ne viene aggiunta una seconda alla fine, la quale afferma che la coscienza trascendentale è spontanea e impersonale. La posizione di Sartre è alquanto originale, dato che egli crea una filosofia della coscienza, senza però che essa diventi una filosofia del soggetto. 
Come indicato dal sottotitolo Una descrizione fenomenologica, Sartre utilizza il metodo descrittivo. Egli descrivere quindi un'esperienza di pensiero, il cui punto di partenza è la coscienza, più precisamente una coscienza definita dall'intenzionalità . 
Grazie alla descrizione, nella prima parte dell'opera Sartre osserva e analizza l'Ego nella sua doppia componente formata da un Io e un Me. 
Nella seconda parte egli esamina, sempre con l'aiuto della descrizione, i componenti dell'Io, e dopo averne enunciato le problematiche, ne fa la genealogia. 

## Organizzazione dell'opera
I. L'Io e il Me
- Teoria della presenza formale dell'Io
- Il Cogito come coscienza riflessiva
- Teoria della presenza materiale del Me

II. La costituzione dell'ego
- Gli stati come unità trascendentali delle coscienze
- Costituzione delle azioni
- Le qualità come unità facoltative degli stati
- La costituzione dell'Eco come polo delle azioni, degli stati e delle qualità.
- L'Io e la coscienza nel Cogito

Conclusione

## L'Io e il Me

### Teoria della presenza formale dell'Io
Sartre inizia La trascendenza dell'Ego citando la famosa frase di Kant: "L'Io penso deve essere capace di supportare le nostre rappresentazioni" e si chiede se l'Io accompagni davvero tutte le rappresentazioni. La risposta è negativa, e sottolinea che anche Kant era giunto alla stessa conclusione, poiché scrive "deve essere capace", ovvero che ci possono essere delle rappresentazioni anche senza l'Io. 
Per sostenere la sua tesi, Sartre sceglie di portare come esempio l'atto della lettura: se un libro è ben scritto, il lettore viene catturato dalla storia, ha coscienza del libro e dei suoi protagonisti, e così facendo annulla la coscienza dell'Io. Le pagine vengono girate senza che egli si dica: "Giro la pagina". Bisogna quindi distinguere l'atto in sé dalla consapevolezza di averlo compiuto. Ci sono molti casi in cui c'è coscienza ma non l'Io e per Sartre questo fatto indica l'esistenza di un campo impersonale della coscienza. 
É importante sottolineare che per Kant l'Io è una condizione di possibilità dell'esperienza. Nella terminologia kantiana esso è trascendente e trascendenale e va distinto dall'Io empirico, che è l'Io che si incontra nell'esperienza. Occorre quindi distinguere la coscienza trascendentale e la coscienza empirica, poiché il lor rapporto è di condizione di possibilità. "La coscienza trascendentale è solo l'insieme delle condizioni necessarie per l'esistenza di una coscienza empirica". 
Per Sartre non serve chiedersi che cosa possa essere una coscienza trascendentale, poiché essa non è situata a livello dell'esperienza ma prima, nelle condizioni di possibilità. Sartre non vuole sviare il problema, al contrario vuole rimanere a livello dei fatti, ed è allora che viene in soccorso la filosofia di Husserl. 

### Il Cogito come coscienza riflessiva
La fenomenologia di Husserl inserisce la coscienza trascendentale kantiana nell'epoché. Essa non è più un insieme di condizioni, ma un fatto assoluto che la rende autocosciente. L'intenzionalità, ovvero una legge della coscienza portata alla luce da Husserl e Franz Brentano, definisce la coscienza ritenendola un'entità sempre consapevole del proprio oggetto.
(Jean-Paul Sartre, La trascendenza dell'Ego)
Questa definizione di coscienza verrà riportata anche nel saggio L'Essere e il nulla. 
Nei diversi passaggi in cui Sartre parla liberamente di coscienza, senza specificarne la tipologia, egli si riferisce alla coscienza trascendentale o assoluta. Il saggio non tratta, però, una sola definizione di coscienza, ma distingue tra: coscienza trascendentale, coscienza empirica, coscienza irriflessa, coscienza riflessiva, coscienza riflessa ed infine coscienza riflettente.
Secondo Husserl, la coscienza si unisce all'oggetto poiché si trova su un essere diverso da sé stessa. Grazie a questa concezione fenomenologica, l'Io non è più trascendentale, diventa quindi superfluo e dannoso, poiché annuncia la morte della coscienza. Al contrario di Sartre, la posizione di Husserl non è costante in tutte le sue opere: nel saggio Ricerche logiche, Husserl ha in primo luogo constatato che l'Io era una produzione sintetica della coscienza, ovvero un suo oggetto. Dopodiché, in Meditazioni Cartesiane ritorna alla tesi classica trascendentale.
Ne sono una prova questi due passaggi: 
(Edmund Husserl, Ricerche logiche)
e
(Edmund Husserl, Meditazioni cartesiane)
Il problema che Sartre solleva è se una concezione del Me come "abitante" della coscienza sia riconciliabile con la prima definizione di coscienza. La risposta è negativa. La coscienza è infatti definita dall'intenzionalità come un assoluto non sostanziale, perché è cosciente di sé stessa.

### Teoria della presenza materiale del Me
Quando tratta il tema dell'inconscio, Sartre non fa direttamente riferimento a Freud, bensì ai moralisti del XVII secolo, in particolare a François de La Rochefoucauld e la sua teoria dell'"amor proprio", secondo cui la preoccupazione per sé stessi sarebbe il motore segreto di tutte le nostre azioni. "Secondo questi, l'amore di sé - e di conseguenza il Me - sarebbe dissimulato in tutti i sentimenti sotto mille diverse forme. In modo generalissimo, il Me, in funzione di questo amore che nutre verso sé, desidererebbe per sé stesso tutti gli oggetti che desidera. La struttura essenziale di ciascuno dei miei atti sarebbe un richiamo all'io (rappel à moi). Il «ritorno all'io» (retour à moi) sarebbe costitutivo di ogni coscienza." 
Sartre attribuisce a La Rochefoucauld l'invenzione del concetto moderno di inconscio. "La Rochefoucauld è uno dei primi ad avere fatto uso, senza nominarlo, dell'inconscio: per lui, l'amor-proprio si dissimula sotto le più svariate forme. Bisogna scovarlo prima di afferrarlo."
"Il Me cerca dunque di procurarsi l'oggetto per soddisfare il suo desiderio. In altre parole, è il desiderio (o, se si vuole, il Me desiderante) che è dato come fine e l'oggetto desiderato come mezzo." 
Sartre rimprovera gli psicologi per aver fatto un errore confondendo la struttura degli atti riflessivi con quella degli atti irriflessi, poiché essi ignorano che la coscienza irriflessa deve essere considerata come autonoma. Per spiegare questa teoria, Sartre fa l'esempio di un uomo che salva un amico in pericolo: "Ho pietà di Pietro e gli presto soccorso. In quel momento una sola cosa esiste per la mia coscienza: Pietro-che-deve-essere-soccorso. Questa qualità del dover-esser-soccorso si trova in Pietro." I teorici dell'amor-proprio non considerano questo primo momento del desiderio come un momento completo e autonomo. Al contrario, essi immaginano che si stia aiutando Pietro a porre fine alle sensazioni spiacevoli che la sua condizione ci suscita. Tale desiderio implica un atto di riflessione, e i teorici dell'autostima assumono quindi che la coscienza riflessiva sia la prima a manifestarsi nell'inconscio. Secondo Sartre è però contraddittorio, poiché l'inconscio per definizione non può contenere forme riflessive. Sartre conclude che la coscienza riflessa deve essere considerata autonoma. Come sostenuto durante lo studio della fenomenologia, anche in questo caso il Me non deve essere cercato negli stati di coscienza, poiché esso appare soltanto con l'atto riflessivo, il che implica che l'Io e il Me sono la stessa cosa. 

## La costituzione dell'Ego

### Gli stati come unità trascendentali delle coscienze
L'Ego non è in modo immediato unità delle coscienze riflesse, ma è unità degli stati e delle azioni. Secondo Sartre, lo stato apparendo alla coscienza riflessiva si dà ad essa diventando l'oggetto di una intuizione concreta. Come esempio, il filosofo riporta il tema dell'odio: "Se io odio Pietro, il mio odio per Pietro è uno stato che posso cogliere attraverso la riflessione. Questo stato è presente allo sguardo della coscienza riflessiva, è reale. Dobbiamo da ciò concludere che esso sia immanente e certo? Nient'affatto." 
Ogni singola esperienza di repulsione è limitata all'istantaneità. Bisogna quindi fare una distinzione tra l'essere e l'apparire dell'odio, poiché esso di presenta come qualcosa che continua ad essere anche quando si è immersi in altre occupazioni e nessuna coscienza lo manifesta. L'odio è quindi un oggetto trascendente. Data la sua relatività esistenziale e il suo carattere di passività, Sartre definisce l'odio "uno stato". Tuttavia, egli ammette che il rapporto tra odio e repulsione non è logico.

### Costituzione delle azioni
Secondo Sartre, uno dei problemi più difficili della fenomenologia è la distinzione tra coscienza attiva e spontanea. Un'azione non è, però, solo un oggetto trascendente della coscienza riflessiva, è anche una realizzazione concreta. Il dubbio spontaneo è quello che ci assale quando si intravede un oggetto (che è una coscienza), mentre il dubbio metodico cartesiano è un'azione. Sartre ci mette in guardia contro l'ambiguità dell'espressione: "Dubito quindi sono", che non fa distinzione tra il dubbio spontaneo che la coscienza riflessiva coglie nella sua immediatezza e l'atto stesso del dubbio. 

### Le qualità come unità facoltative degli stati
Sartre definisce le "qualità" una disposizione psichica trascendente che costituisce lo strato intermedio tra stati e azioni. Tuttavia, il suo rapporto con i sentimenti non è di emanazione, poiché quest'ultima unisce solo le coscienze alle passività psichiche. Secondo il filosofo, invece, il rapporto tra la qualità e lo stato è un rapporto di attualizzazione. 
Per caratterizzare le qualità, Sartre usa il concetto aristotelico dell'essere in potenza: le qualità non sono delle semplici possibilità, ma si presentano in potenza. Mentre lo stato è un'unità noematica di spontaneità, la qualità è unità di passività oggettive. 

### La costituzione dell'Ego come polo delle azioni, degli stati e delle qualità
Lo psichico è l'oggetto trascendente della coscienza riflessiva. Questo capitolo sottolinea la difficoltà di afferrare l'Ego e il suo carattere evasivo e incerto. Per Sartre esso non è niente al di fuori della totalità concreta degli stati e delle azioni di cui è supporto, ed è trascendente a tutti gli stati che unifica. Ogni nuovo stato è unito direttamente o indirettamente attraverso la qualità all'Ego, poiché esso non è qualcosa di già esistente nel Me. Se si prende come esempio l'odio, esso si presenta come attualizzazione di una certa potenza di rancore, pur restando qualcosa di nuovo in rapporto alla potenza che attualizza. La riflessione collega perciò ogni nuovo stato alla totalità concreta del Me. E lo stesso processo vale anche per le azioni in rapporto all'Io.
Sartre opera dunque una fondamentale distinzione tra la coscienza e l'Ego: la prima deriva dagli stati, mentre l'Ego li produce. E siccome esso è una sintesi irrazionale di attività e di passività, rispetto alla coscienza è molto più interiore e trascendente. Ciò che impedisce di acquisire reali conoscenze sull'Ego, è il modo in cui appare alla coscienza riflessiva: bisogna che lo sguardo riflessivo si fissi sull'Erlebnis e sullo stato. Solo allora appare l'Ego. Sul piano irriflesso, l'Io rimane invece sconosciuto, abitando il corpo in modo illusorio. "Conoscersi bene" significa quindi basarsi su un punto di vista altrui, che Sartre definisce però "inevitabilmente falso". 

### L'Io e la coscienza nel Cogito
In quest'ultimo paragrafo, Sartre si chiede perché l'Io compaia in occasione del Cogito, dato che quest'ultimo si trova nella coscienza pura. Per Sartre, il Cogito è dunque impuro, poiché formato da una coscienza spontanea che resta legata alle coscienze di stati e di azioni. 

## Conclusione
Sartre conclude riportando tre osservazioni.
La prima prevede che il campo trascendentale, purificato da qualsiasi struttura egologica, recuperi la sua limpidezza primaria. In un certo senso è un nulla, poiché gli oggetti fisici e psico-fisici, le verità e i valori non ne fanno parte, ma anche un tutto poiché il Me è a conoscenza di tutti questi oggetti. Non esiste più alcuna "vita interiore" perché non c'è nulla che sia oggetto e che allo stesso tempo possa appartenere all'intimità della coscienza.
Nella seconda Sartre sviluppa e critica le confutazioni di Husserl sul solipsismo nelle opere Logica formale e trascendentale e Meditazioni cartesiane. Finché l'Io resta una struttura della coscienza, sarà sempre possibile opporre la coscienza col suo Io a tutti gli altri Io esistenti. Sartre sostiene però che l'Io sia trascendente, e dunque anch'esso soggetto all'epoché. In questo caso il solipsismo diventa impensabile dal momento che l'Io non ha più una posizione privilegiata.
La terza osservazione sostiene che la fenomenologia non è un idealismo. Non è infatti necessario che l'oggetto preceda il soggetto, ma è sufficiente che "il Me sia contemporaneo del Mondo e che la dualità, puramente logica, di soggetto-oggetto sparisca definitivamente dalle preoccupazioni filosofiche". Sartre conclude affermando che è possibile trovare una morale e una politica positive.